# 마이클 블룸버그
마이클 루벤스 블룸버그(영어: Michael Rubens Bloomberg, 1942년 2월 14일 ~ )은 미국의 기업인이자 정치가이며 전 뉴욕 시 시장이다. 《포브스》에서 2021년 개인 자산 590억 달러다.
또한 블룸버그 L.P.의 창립자이자 회사의 지분을 88% 소유하고 있다.

## 젊은 시절
1942년 2월 14일 보스턴의 세인트 엘리자베스 병원에서 윌리엄 헨리 블룸버그의 아들로 태어났는데 윌리엄 블룸버그는 1906년 1월 19일에 영국 첼시에서 태어나 이민 온 러시아 유대인이자 부동산업자 출신이었고 어머니 샬롯 블룸버그는 1909년 1월 2일 뉴저지주에서 태어난 러시아계 이민자였다.
존스 홉킨스 대학교에서 경제학과 전기공학을 전공하여 1964년에 학사를 받았고 1966년에는 하버드 경영대학원에서 경영학 석사(M.B.A.) 학위를 받았다. 1975년 요크셔 출신의 수잔 브라운 블룸버그와 결혼해 1979년 엠마 블룸버그와 1983년 조지나 블룸버그를 슬하에 두고 있다.

## 경영 및 정치가로서의 삶
원래 살로몬 브라더스에서 근무하다 1981년 퇴직금 1000만 달러로 해고당하자 블룸버그 L.P.를 설립하고 혁신적 시장 체제를 설정해갔으며 1982년 첫 고객 메릴린치에 단말기와 자금 3000만 달러를 투자해 블룸버그 전용 단말기를 설치하고 1991년 《뉴욕 타임즈》에도 단말기를 제공해 일반에 알려져 종합 미디어 그룹으로도 발전했다.
2001년에는 민주당을 탈당하여 뉴욕 시장 선거에 공화당 당적으로 당선되어 루디 줄리아니의 뒤를 이어 뉴욕 시장이 되었고 2005년 선거에도 공화당 후보로 당선되었다.
모교 존스 홉킨스 대학에 수억 달러를 기부하며 블룸버그 가족 재단에 2004년 ~ 2005년 1억 6500만 달러, 2006년 2억 500만 달러를 기부해 세계 기부 순위 7위에 올랐으며 2007년에는 미국에 대한 1억 3800만 달러의 기부를 약속했다. 또 2008년 웹사이트 블룸버그닷컴을 통해 빌 게이츠와 함께 5억 달러를 금연 사업과 개발 도상국 지원에 기부한다고 발표했다.
2007년 6월 19일 공화당을 전격 탈당했다. 2007년 《러닝 타임 100》은 그를 세계에서 가장 영향력 있는 사람 39위로 선정했으며 2007년 9월 《베니티 페어》는 베니티 페어 100위 중 9위로 선정했으며 2008년 5월 29일 펜실베이니아 대학에서 법학 명예 박사 학위를 받았고 이어 버나드 대학, 컬럼비아 대학에서도 명예 박사 학위를 받았다.
2008년 11월 19일 뉴욕 협회의 골드 메달을 수상했으며 2008년 10월 2일 임기 한도법을 연장해 무소속 후보로 2009년 11월 3일, 뉴욕시장 3선에 도전하여 민주당 후로 빌 톰슨(Bill Thomson)을 50.7% 대 46.3% 로 누르고 당선되어 2010년 1월 1일에 3번째 4년 임기를 시작했다. 2009년 시장선거 과정에서 측근 존 해거트리에게 100만 달러 사기를 당하기도 했다.
2009년 《포브스》 발표 재산이 160억 달러로 전년보다 45억 달러가 늘어 순식간에 미국에서 8위, 세계에서 142위에서 17위로 순위가 바뀌었다.
2009년 5월 16일 포덤 대학교로부터 명예 박사 학위를 받았다.
2010년 1월 《포브스》 발표 세계에서 가장 정치력 큰 갑부 1위에 올랐다.

## 역대 선거 결과
| 선거명      | 직책명    | 대수  | 정당   | 득표율 | 득표수    | 결과 | 당락           |
| ----------- | --------- | ----- | ------ | ------ | --------- | ---- | -------------- |
| 2001년 선거 | 뉴욕 시장 | 108대 | 공화당 | 50.29% | 744,757표 | 1위  | 뉴욕 시장 당선 |
| 2005년 선거 | 뉴욕 시장 | 108대 | 공화당 | 58.38% | 753,090표 | 1위  | 뉴욕 시장 당선 |
| 2009년 선거 | 뉴욕 시장 | 108대 | 무소속 | 50.70% | 585,466표 | 1위  | 뉴욕 시장 당선 |